# Beauchampius
Beauchampius ist eine Gattung der Landplanarien im Tribus Pelmatoplanini.

## Merkmale
Individuen der Gattung Beauchampius haben eine schwache kutane Längsmuskulatur. Die paranchymale Muskulatur ist stark und bildet eine Ringzone um das Intestinum. Zum Kopulationsapparat gehört eine gut entwickelte konische Penispapille. Zwei weibliche Geschlechtkanäle münden in das Atrium genitale, einer bauchseitig, der andere rückenseitig vom Divertikel aus, das teilweise eine Bursa copulatrix ausbildet.

## Etymologie
Der Gattungsname Beauchampius ehrt Paul Marais de Beauchamp, der mehr als 60 Jahre lang Landplanarien erforschte.

## Arten
Zu der Gattung Beauchampius gehören folgende Arten:
- Beauchampius bangoianus (de Beauchamp, 1939)
- Beauchampius coonoorensis (de Beauchamp, 1930)
- Beauchampius crassus (de Beauchamp, 1939)
- Beauchampius dawydoffi (de Beauchamp, 1939)
- Beauchampius indosinicus (de Beauchamp, 1939)
- Beauchampius nilgiriensis (Whitehouse, 1919)
- Beauchampius sarasinorum (Graff, 1899)
- Beauchampius sondaica (Loman, 1890)
- Beauchampius trimeni (Graff, 1899)